# St. Georg (Wendelstein)

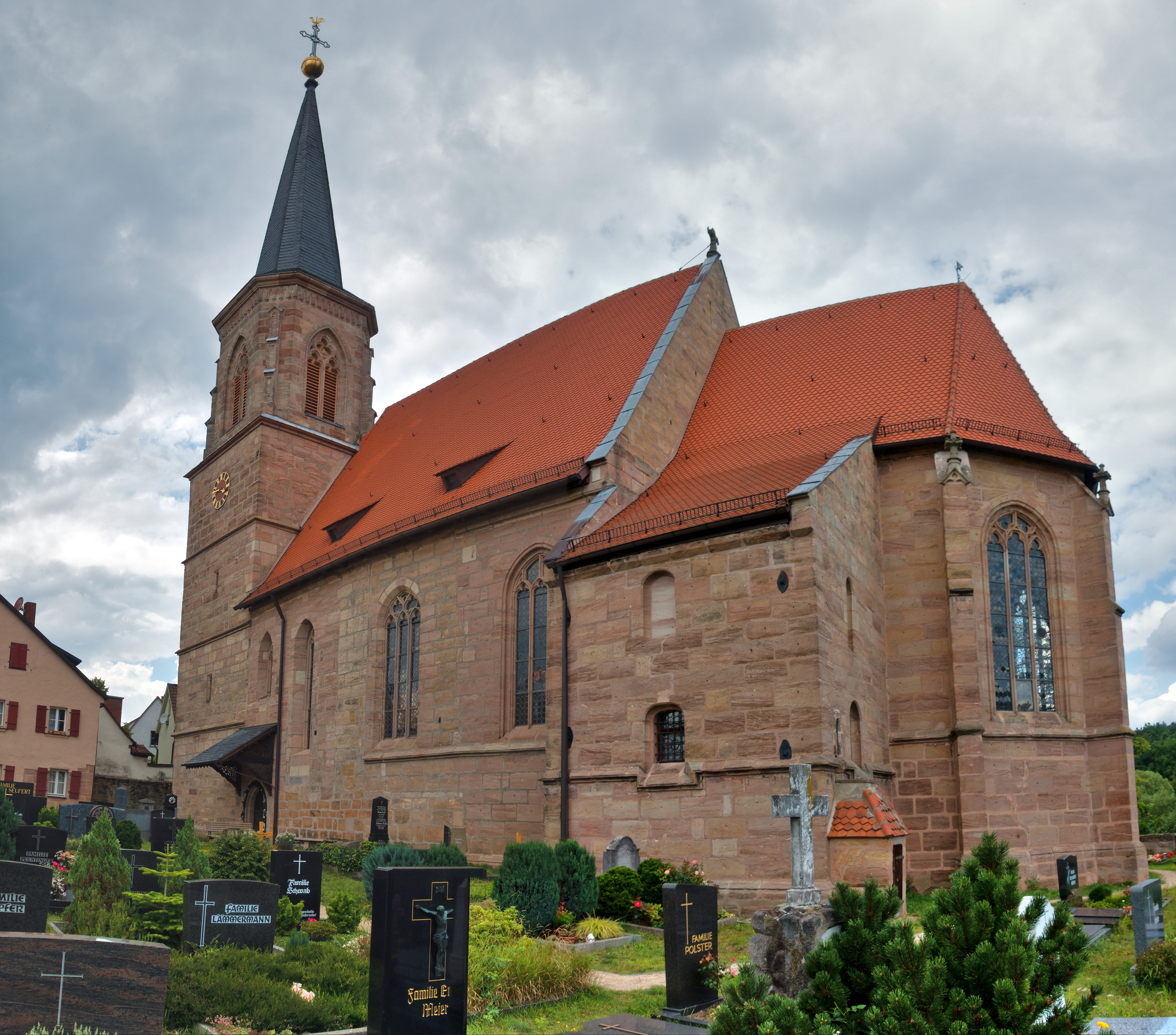
St. Georg (Wendelstein)

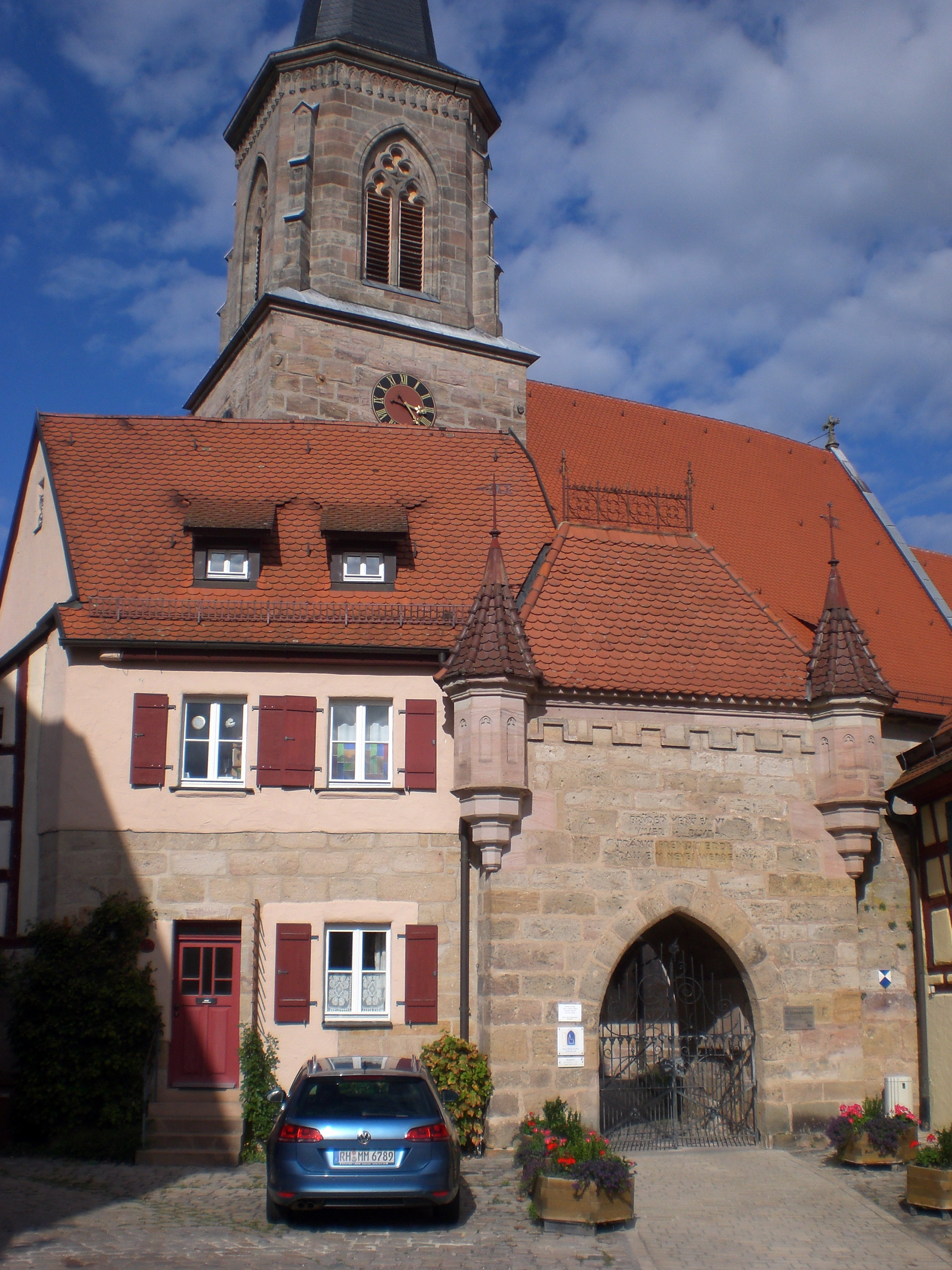
Tor zur Kirchenburg

Die denkmalgeschützte, evangelisch-lutherische Pfarrkirche  St. Georg steht in Wendelstein, einem Markt im Landkreis Roth (Mittelfranken, Bayern). Die Kirche ist ein geschütztes Baudenkmal. Die Kirchengemeinde gehört zum Dekanat Schwabach im Kirchenkreis Nürnberg der Evangelisch-Lutherischen Kirche in Bayern.

## Beschreibung
Die Saalkirche aus Quadermauerwerk wurde im 14./15. Jahrhundert errichtet. Die unteren Geschosse des quadratischen Kirchturms und die westlichen Teile des Langhauses wurden in der Mitte des 14. Jahrhunderts gebaut. Die östlichen Teile des Langhauses und der eingezogene, von Strebepfeilern gestützte Chor mit Fünfachtelschluss wurden um 1480 hinzugefügt, die Sakristei 1547. Der Kirchturm wurde 1547 um ein Geschoss aufgestockt, das die Turmuhr beherbergt. Ein weiteres, achteckiges Geschoss zur Unterbringung des Glockenstuhls und der darauf sitzende achtseitige, schiefergedeckte Knickhelm entstanden 1882. Der Innenraum des Chors ist mit einem Netzgewölbe überspannt, der des Langhauses mit einem Tonnengewölbe. Zur Kirchenausstattung gehört der 1510 gebaute Flügelaltar, im Schrein eine geschnitzte Sitzgruppe der Heiligen Drei Könige, in der Predella ist die Geburt Christi dargestellt. Die Flügel wurden von Hans von Kulmbach bemalt. Die Orgel mit 31 Registern, 3 Manualen und einem Pedal wurde 1967 unter Opus 4953 von E. F. Walcker & Cie. gebaut.
Die Kirche liegt am Fränkischen Jakobsweg.